# Росков
Росков (њем. Roskow) општина је у њемачкој савезној држави Бранденбург. Једно је од 38 општинских средишта округа Потсдам-Мителмарк. Према процјени из 2010. у општини је живјело 1.243 становника. Посједује регионалну шифру (AGS) 12069541.

## Географски и демографски подаци
Росков се налази у савезној држави Бранденбург у округу Потсдам-Мителмарк. Општина се налази на надморској висини од 27 метара. Површина општине износи 38,8 km². У самом мјесту је, према процјени из 2010. године, живјело 1.243 становника. Просјечна густина становништва износи 32 становника/km².